# Champ Car Grand Prix of Mid-Ohio 2003
Champ Car Grand Prix of Mid-Ohio 2003 var den trettonde deltävlingen i CART World Series 2003. Racet kördes den 10 augusti på Mid-Ohio Sports Car Course i Lexington, Ohio. Paul Tracy tog sin sjätte seger för säsongen i en dubbelseger för Player's Forsythe Racing, med Patrick Carpentier på andra plats. Tracy tog över mästerskapsledningen, sedan Bruno Junqueiras lopp inte renderat i bättre än en trettondeplats.

## Slutresultat
| Plats | Förare              | Team                      | Grid | Kvaltid  |
| ----- | ------------------- | ------------------------- | ---- | -------- |
| 1     | Paul Tracy          | Forsythe Racing           | 1    | 1.07,058 |
| 2     | Patrick Carpentier  | Forsythe Racing           | 5    | 1.07,296 |
| 3     | Ryan Hunter-Reay    | Spirit Team Johansson     | 2    | 1.07,074 |
| 4     | Michel Jourdain Jr. | Team Rahal                | 4    | 1.07,236 |
| 5     | Sébastien Bourdais  | Newman/Haas Racing        | 3    | 1.07,130 |
| 6     | Alex Tagliani       | Rocketsports Racing       | 7    | 1.07,477 |
| 7     | Adrián Fernández    | Fernández Racing          | 10   | 1.07,678 |
| 8     | Darren Manning      | Walker Racing             | 13   | 1.07,964 |
| 9     | Max Papis           | PK Racing                 | 16   | 1.08,359 |
| 10    | Mario Haberfeld     | Conquest Racing           | 15   | 1.08,153 |
| 11    | Tiago Monteiro      | Fittipaldi-Dingman Racing | 12   | 1.07,914 |
| 12    | Rodolfo Lavín       | Walker Racing             | 17   | 1.08,461 |
| 13    | Bruno Junqueira     | Newman/Haas Racing        | 6    | 1.07,300 |
| 14    | Geoff Boss          | Dale Coyne Racing         | 18   | 1.08,777 |
| 15    | Jimmy Vasser        | Spirit Team Johansson     | 14   | 1.08,125 |
| 16    | Mario Domínguez     | Herdez Competition        | 9    | 1.07,652 |
| 17    | Gualter Salles      | Dale Coyne Racing         | 19   | 1.08,785 |
| 18    | Oriol Servià        | Patrick Racing            | 8    | 1.07,529 |
| 19    | Roberto Moreno      | Herdez Competition        | 11   | 1.07,804 |